# Xerolycosa
Xerolycosa là một chi nhện trong họ Lycosidae.